# 马克图姆体育场
马克图姆体育场（阿拉伯语：‎）是位于阿拉伯联合酋长国迪拜的一座多用途体育场，最多可容纳10,750人，主要举办足球赛事。该体育场目前是阿联酋阿拉伯海湾联赛俱乐部迪拜胜利的主场。